# جون دبليو. رينولدز
جون دبليو. رينولدز (بالإنجليزية: John W. Reynolds)‏ هو محامي أمريكي، ولد في 27 يناير 1875 في سايلم في الولايات المتحدة، وتوفي في 5 أبريل 1942 بسبب ذات الرئة.